# Blaubeerkamm

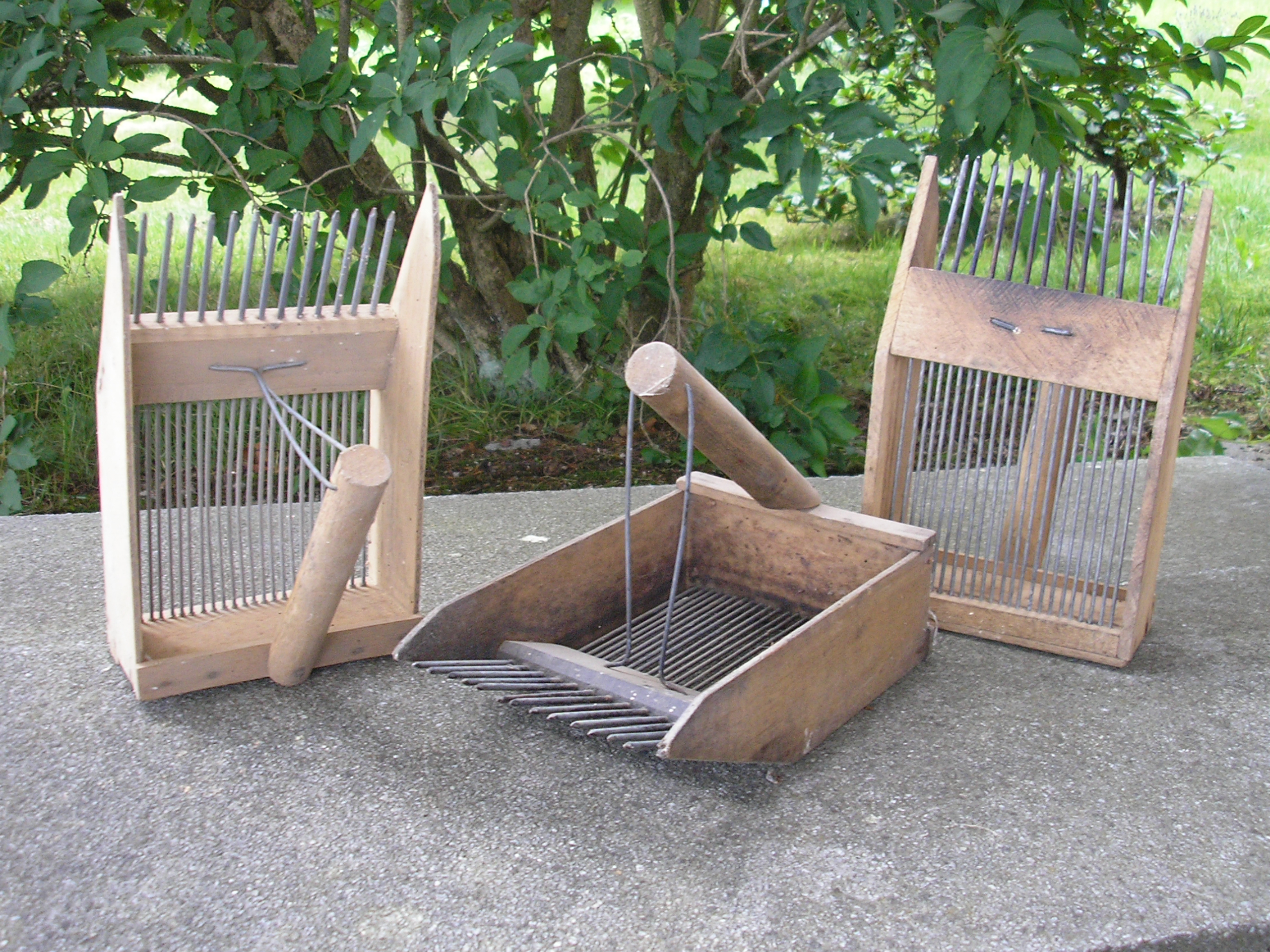
Heidelbeerkämme vom Hohen Venn: Das abgebildete Modell ist offensichtlich ein Eigenbau und aus einem Holzrahmen mit Holzgriff hergestellt. Für die Zinken wurden Nägel verwendet, und das Sieb besteht aus Draht.

Der Blaubeerkamm ist ein Gerät zur Blaubeerenernte. Weitere regionale Namen sind Heidelbeerkamm, Beerenkamm, Beerenrechen, Hoiberkamm, Heidelbeerraffel, Riffel, Striegel oder Schwoazbearkampe (Schwarzbeerenkamm).

## Material

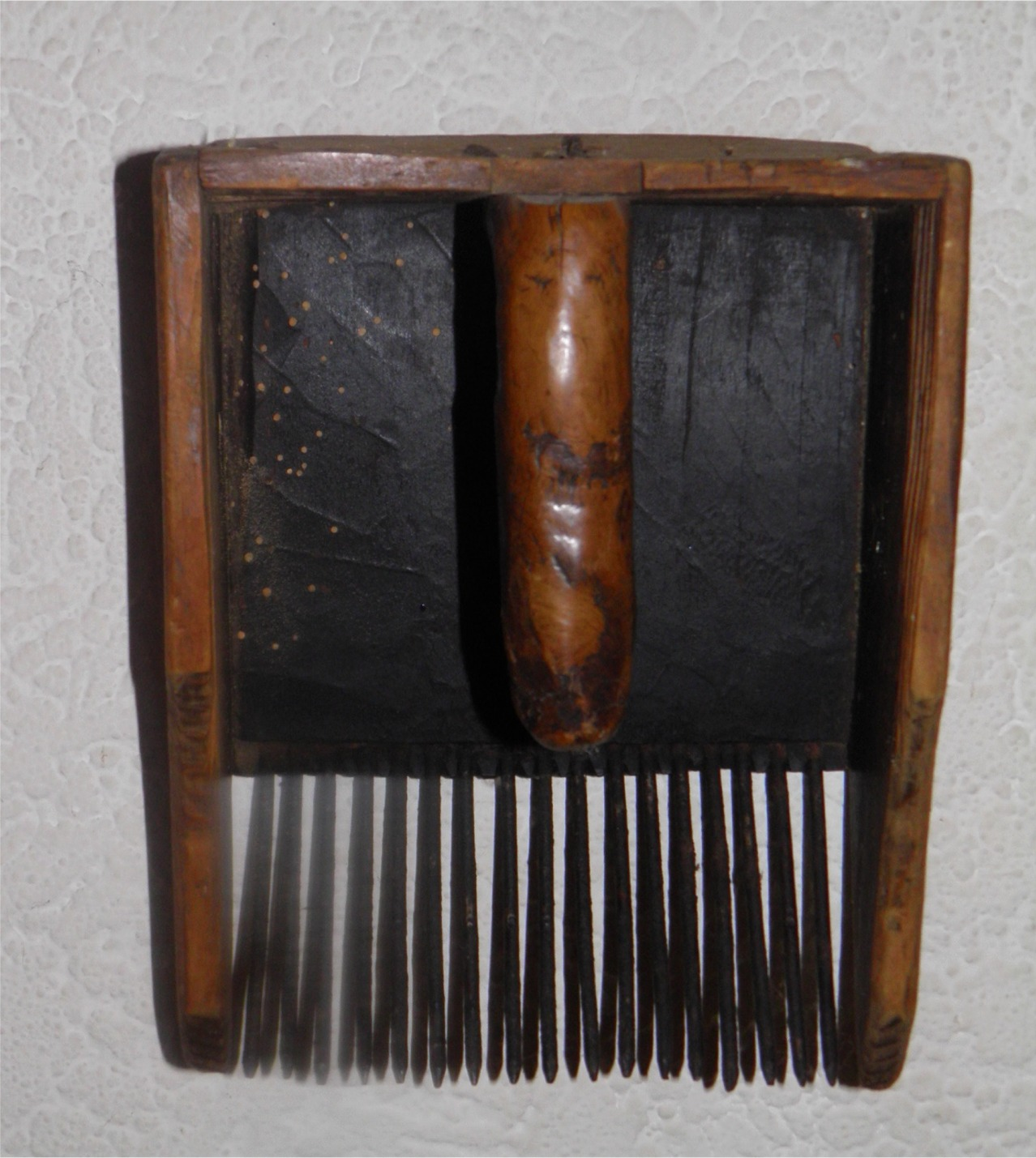
Alter Blaubeerkamm

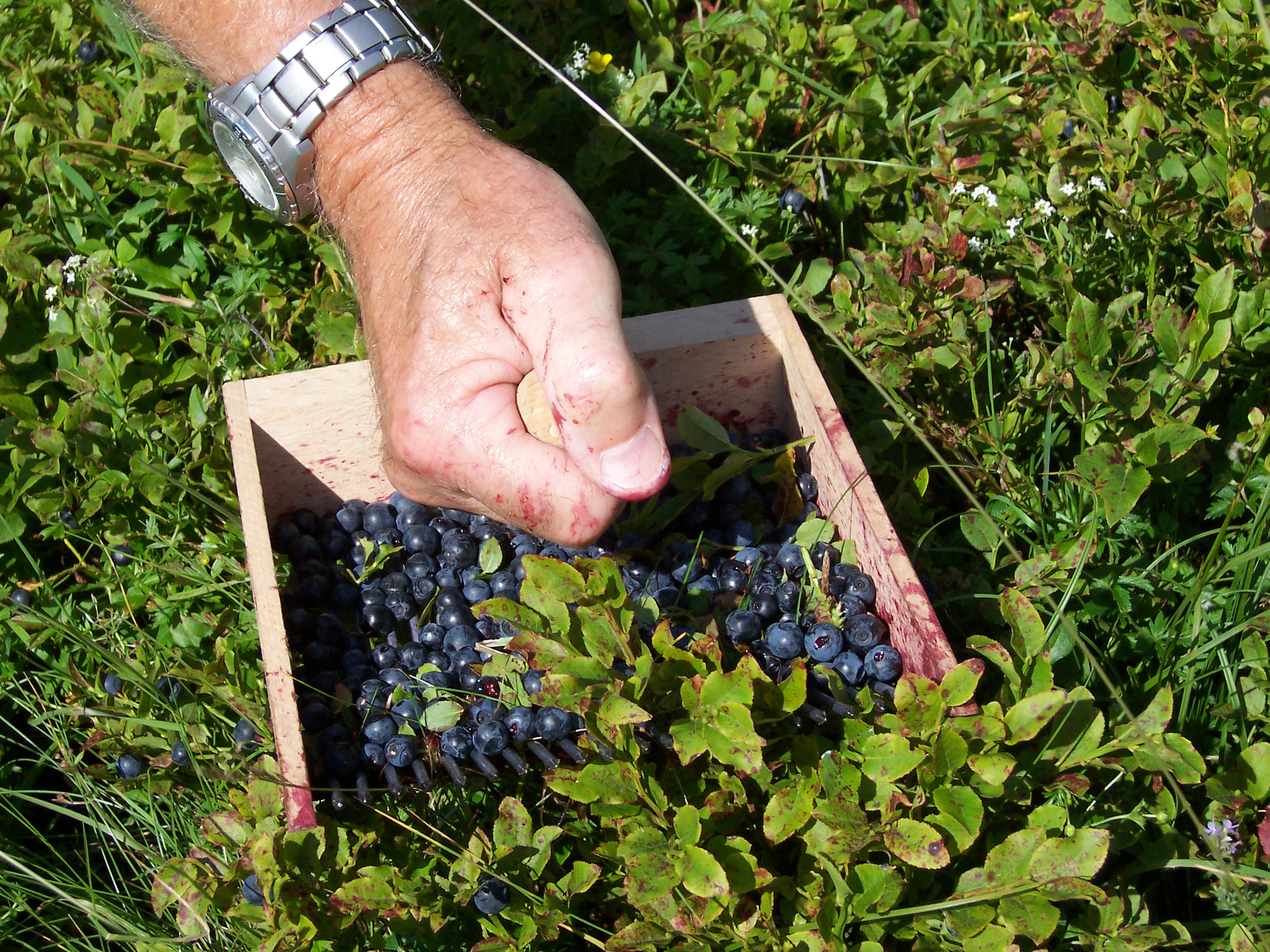
Ernten mit dem Blaubeerkamm

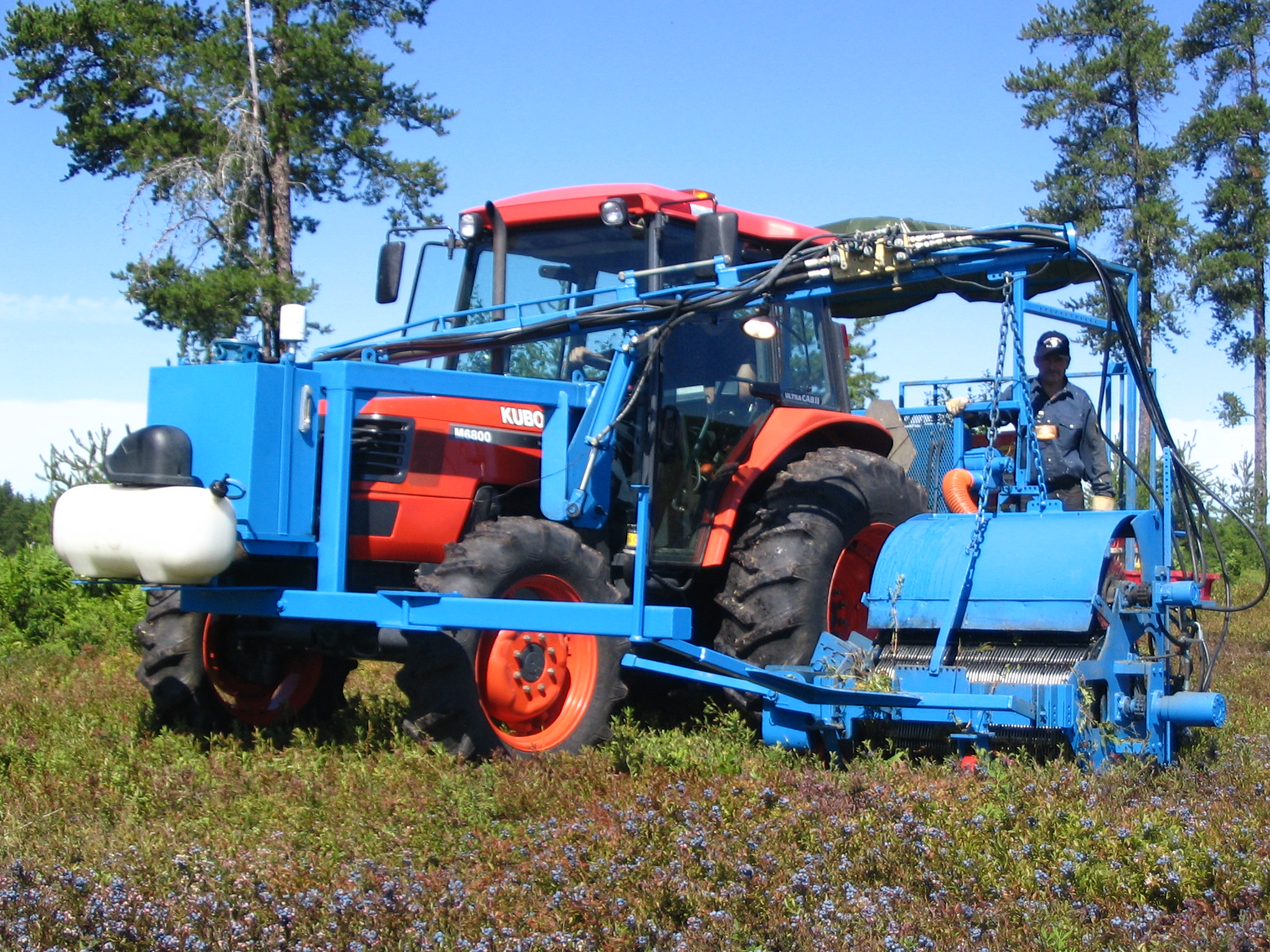
Blaubeerernte in Neu-Braunschweig (Kanada)

Heidelbeerenkämme bestanden bis zum Beginn des vorigen Jahrhunderts oft ganz aus Holz. Im Bayerischen Wald wurden die Kämme von den „Holzbitzlern“ hergestellt. Hier heißen die Heidelbeeren Schwarzbeeren (Schwoazbear), und der Kamm daher Schwoazbearkampe.
Die Holzzinken wurden später durch stabilere Stahlzinken ersetzt. Der Fachhandel bietet inzwischen auch Beerenkämme aus Kunststoff an.

## Geschichtliches
In früherer Zeit war für Menschen ohne Grundbesitz und eigene Obstbäume die Blaubeere ein wichtiges Nahrungsmittel und Vitaminquelle. In manchen Familien wurde auch für den Marktverkauf gepflückt; zur Zeit der Beerenreife fuhren Aufkäufer umher und nahmen den Häuslern die Beeren für Konservenfabriken und den Großmarkt ab.
Für gute Erträge musste mit einem Beerenrechen gearbeitet werden. Die Zähne des Kamms streiften die Beeren ab, die sich dann in dem Holzkästchen sammelten. Da mit dem Kamm nicht nur Beeren, sondern auch Totholz und Blätter mit gesammelt wurden, musste zu Hause nachverlesen werden. Diese Arbeit konnte auch im Sitzen verrichtet werden.
Bis in die 1960er Jahre kamen ca. 80 % der deutschen Heidelbeerernte aus dem Bayerischen Wald. Oft haben ganze Familien über zwei bis drei Wochen hinweg Beeren gepflückt. Geübte Pflücker hatten bis zu 35 kg am Tag gesammelt. So wurden in manchen Jahren 12 bis 15 Mio. DM Entgelt erzielt.
Heute sind im Handel vorwiegend Kulturheidelbeeren aus großen Anbaubetrieben im Angebot. Diese Beerenart ist größer als Waldheidelbeeren, sind innen weiß und haben ein ganz anderes Aroma. Auch die Erntemethoden haben sich gewandelt: Statt mit einem Kamm wird in großen Betrieben mit dem Traktor und einer Erntemaschine gearbeitet.

## Rechtliches
In der Nachkriegszeit wurde bei der Verwendung von Raffeln oftmals gewerbsmäßiges Handeln unterstellt und mit empfindlichen Geldstrafen als Ordnungswidrigkeit geahndet. Während das Sammeln für den privaten Gebrauch in der Regel für jedermann erlaubt ist, benötigt man für das Überschreiten der üblichen Mengen die Genehmigung des Waldbesitzers.
Die Verwendung von Hilfsmitteln wie dem Blaubeerkamm ist speziell in den Regelungen von Naturschutzgebieten oftmals ausgeschlossen. Damit sollen sowohl die Bestände der Pflanzen geschützt werden als auch die der Tiere, die sich von den Beeren ernähren (vgl. Auerhuhn).